# Christian Pouget
Pour les articles homonymes, voir Pouget.
Temple de la renommée français : 2015
Christian Pouget (né le 11 janvier 1966 à Gap, dans les Hautes-Alpes) est un joueur professionnel français de hockey sur glace.
Il évoluait au poste d'ailier gauche ou défenseur. L'un des plus géniaux attaquants du hockey sur glace français fait partie de la génération des Philippe Bozon, Arnaud Briand avec lesquels il a partagé une ligne en équipe de France, ou autre Denis Perez et Christophe Ville. Il est le neveu du judoka Jean-Paul Coche.

## Carrière de joueur
Pouget fait ses débuts au hockey sur glace dans sa ville natale de Gap. Sous les conseils du tchécoslovaque Zdeněk Bláha, il prend goût à ce sport et s'investit dans l'entraînement. Il débute dans le championnat de France de première division en 1983. Les Aigles bleus terminent vice-champion de France, derrière les Boucs de Megève qui comptent dans leur rang Philippe Bozon. Bozon remporte cette année-là le trophée Jean-Pierre-Graff du meilleur espoir. Le club gapençais envoie alors son jeune joueur de 17 ans au Québec afin qu'il s'aguérisse et joue un plus grand nombre de matchs. Il rejoint les Draveurs de Trois-Rivières dans la Ligue de hockey junior majeur du Québec. Les Draveurs s'inclinent en quart de finale de la Coupe du président contre les Voltigeurs de Drummondville 4 victoires à 3. La route s'arrête au même stade en 
1986 contre le Titan de Laval vainqueurs cinq manches à zéro. Pouget ne participe qu'à trois parties.
Deux saisons plus tard, il revient dans le chef-lieu du département des Hautes-Alpes et commence sa carrière professionnelle. Les Gapençais prennent la troisième place du championnat 1987, et Pouget est élu meilleur joueur français. En 1988, l'équipe termine sur la troisième marche du podium. La saison suivante est plus difficile, l'équipe termine neuvième devant Bordeaux mais connait des difficultés financières et décide de faire une pause avec le hockey professionnel. Gap choisit de descendre en Division 1.
En 1989, Pouget rejoint donc les Grenoble qui décide de construire un groupe ambitieux avec l'arrivée de Bozon. Les brûleurs de loups s'inclinent en finale contre Rouen. Un an plus tard, les deux équipes se retrouvent à ce stade de la compétition mais les isérois prennent leur revanche. Mais le club de Grenoble ne peut défendre son titre et subit une liquidation judiciaire. Pouget part alors à Chamonix en 1991. Les chamois finissent second derrière Rouen. La saison suivante, les normands remportent une nouvelle fois la finale des séries éliminatoires contre Chamonix qui compte dans ses rangs Christophe Ville, Vladimir Zubkov, Stéphane Barin et Gérald Guennelon.
En 1993, il part en compagnie de Christophe Ville en Serie A italienne au HC Devils de Milan qui comptent dans ses rangs de nombreux Français. En demi-finale de la Coupe d'Europe des clubs champions, Pouget se blesse gravement lors du match contre le Podhale Nowy Targ. Ses ligaments du genou sont arrachés et sa saison est terminée en novembre. Les Devils terminent finalement quatrième de cette compétition. Puis, ils s'inclinent en finale de l'Alpenliga contre le HC Bolzano mais remportent le championnat national en battant en finale cette même équipe.
De retour sous les couleurs chamoniardes, Brest barre la route de l'équipe en demi-finale. Pouget glane son second trophée Albert-Hassler. En 1995, il intègre l'effectif de Rouen qui a levé les trois dernières coupes Magnus. Les dragons remportent la Ligue Atlantique et participent donc à la Coupe des ligues européennes. Ils s'imposent contre le VEU Feldkirch en deux manches. En championnat, les coéquipiers du capitaine Pierrick Maïa s'inclinent contre Brest. Pouget a été mis à l'écart après avoir tenus des propos négatifs envers ses équipiers.
De 1996, il part à l'Adler Mannheim en DEL. Les aigles recrutent en France puisque le défenseur international belge Mike Pellegrims en provenance de Brest. En janvier, Philippe Bozon rejoint l'équipe. Emmenés par le meilleur pointeur Pavel Gross remportent le titre en battant en finale les Huskies de Cassel. Les coéquipiers de Dave Tomlinson glanent leur second trophée en 1998 devant l'Eisbären Berlin trois victoires à une. Un autre français Denis Perez arrive lors de la troisième saison, celle du triplé. Cette troisième finale est la plus disputée. Durant cinq manches, les Ice Tigers de Nuremberg et les aigles se rendent coup pour coup. Jan Alston inscrit le but de la victoire lors de l'ultime match remporté 3-2. Pouget, suspendu huit mois en Allemagne à la suite d'un mauvais geste, décide de rejoindre la Suisse.
Il passe alors une saison en LNB au HC La Chaux-de-Fonds. Emmenés par son défenseur Valeri Chiriaïev et Pouget, le club de La Chaux-de-Fonds arrive en finale. Le HC Coire remporte le titre 3 victoires à 2 et accède à la LNA. De 2000 à 2002, il est de retour à Grenoble. Suspendu pour un an lors de la saison 2002-2003 pour usage de cannabis (suspension la plus lourde pour un sportif tous sports confondus) et désireux de ne pas quitter le monde du hockey sur cette impression, il rechausse les patins, au poste de défenseur désormais, dans le club de Chamonix. Il retrouve les play-offs de la Ligue Magnus lors de la saison 2005-2006 avec le Mont-Blanc Hockey Club.
L'équipe termine treizième de la saison régulière 2008-2009  et affronte les Bisons de Neuilly-sur-Marne en barrage de relégation. L'avalanche s'impose 3 manches à 1. Lors de l'ultime match à la patinoire municipale de Neuilly-sur-Marne remporté 5-1, Pouget inscrit le second but en infériorité numérique synonyme de maintien dans l'élite. Il prend sa retraite le 7 mars 2009. En juin 2015, il est intronisé au temple de la renommée du hockey français.

## Carrière d'entraîneur
En 2009, Thierry Chaix, également originaire de Gap, et président de Rouen le nomme entraîneur des Dragons. Il est assisté de Rodolphe Garnier.
Il a également été l'entraîneur du club de Mont Blanc durant 2 saisons.
Il est actuellement entraîneur des U15 du Hockey Club 74 (pôle espoir).

## Carrière internationale
Il a représenté l'Équipe de France de hockey sur glace de 1987 à 2004. Il a participé aux Jeux olympiques de 1988, 1992 et 1998. Lors des mondiaux 2004, il revient aider l'équipe de France en tant que défenseur. Il compte 26 buts et 36 assistances en 93 sélections.

## Trophées et honneurs personnels
- Championnat de France
  - 1987 : remporte le trophée Albert-Hassler.
  - 1987 : nommé dans la deuxième équipe d'étoiles.
  - 1995 : remporte le trophée Albert-Hassler.
  - 2002 : remporte le trophée Albert-Hassler.
  - 2006 : sélectionné dans l'équipe des meilleurs français pour le Match des étoiles.
  - 2007 : sélectionné dans l'équipe des meilleurs français pour le Match des étoiles.
  - 2008 : sélectionné dans l'équipe des meilleurs français pour le Match des étoiles.
  - 2009 : sélectionné dans l'équipe des joueurs étoiles français.
  - 2010 : nommé entraîneur de l'équipe des joueurs étoiles français.
  - 2015 : intronisé au temple de la renommée du hockey français.

## Palmarès
- Champion de France : 1991.
- Vainqueur de la Serie A : 1994.
- Vainqueur de la DEL : 1997, 1998, 1999.
- Vice-champion de France : 1984, 1990, 1992, 1993, 1996.
- Finaliste de la Coupe des ligues européennes : 1996.
- Finaliste de la LNB : 2000.
- Finaliste de la Serie A2 : 2007.

## Statistiques
Pour les significations des abréviations, voir Statistiques du hockey sur glace.

### En club
| Saison    | Équipe                     | Ligue        |    | Saison régulière | Saison régulière | Saison régulière | Saison régulière | Saison régulière |    | Séries éliminatoires | Séries éliminatoires | Séries éliminatoires | Séries éliminatoires | Séries éliminatoires |
| Saison    | Équipe                     | Ligue        | PJ | B                | A                | Pts              | Pun              | PJ               | B  | A                    | Pts                  | Pun                  |                      |                      |
| 1983-1984 | Gap                        | France       |    |                  |                  |                  |                  |                  |    |                      |                      |                      |                      |                      |
| 1984-1985 | Draveurs de Trois-Rivières | LHJMQ        | 62 | 15               | 22               | 37               | 50               | 7                | 2  | 2                    | 4                    | 6                    |                      |                      |
| 1985-1986 | Draveurs de Trois-Rivières | LHJMQ        | 66 | 22               | 35               | 57               | 93               | 3                | 0  | 3                    | 3                    | 6                    |                      |                      |
| 1986-1987 | Gap                        | France       | 36 | 35               | 23               | 58               | 59               |                  |    |                      |                      |                      |                      |                      |
| 1987-1988 | Gap                        | France       | 33 | 23               | 28               | 51               | 71               |                  |    |                      |                      |                      |                      |                      |
| 1988-1989 | Gap                        | France       | 24 | 26               | 14               | 40               | 64               |                  |    |                      |                      |                      |                      |                      |
| 1989-1990 | Grenoble                   | France       | 42 | 35               | 38               | 73               | 70               |                  |    |                      |                      |                      |                      |                      |
| 1990-1991 | Grenoble                   | France       | 26 | 19               | 21               | 40               | 68               | 10               | 3  | 4                    | 7                    | 12                   |                      |                      |
| 1991-1992 | Chamonix                   | France       | 34 | 29               | 22               | 51               | 38               |                  |    |                      |                      |                      |                      |                      |
| 1992-1993 | Chamonix                   | France       | 28 | 18               | 18               | 36               | 38               |                  |    |                      |                      |                      |                      |                      |
| 1993-1994 | HC Devils Milano           | Serie A      |    |                  |                  |                  |                  |                  |    |                      |                      |                      |                      |                      |
| 1993-1994 | HC Devils Milano           | CECC         |    |                  |                  |                  |                  |                  |    |                      |                      |                      |                      |                      |
| 1993-1994 | HC Devils Milano           | Alpenliga    |    |                  |                  |                  |                  |                  |    |                      |                      |                      |                      |                      |
| 1994-1995 | Chamonix                   | France       | 26 | 25               | 13               | 38               | 76               | 10               | 12 | 8                    | 20                   | 12                   |                      |                      |
| 1995-1996 | Rouen hockey élite 76      | France       | 27 | 17               | 18               | 35               | 20               |                  |    |                      |                      |                      |                      |                      |
| 1995-1996 | Rouen Hockey Élite 76      | CdLE         | 2  | 1                | 2                | 3                |                  |                  |    |                      |                      |                      |                      |                      |
| 1996-1997 | Adler Mannheim             | DEL          | 50 | 17               | 32               | 49               | 48               | 9                | 5  | 9                    | 14                   | 4                    |                      |                      |
| 1997-1998 | Adler Mannheim             | DEL          | 34 | 9                | 14               | 23               | 53               |                  |    |                      |                      |                      |                      |                      |
| 1997-1998 | Adler Mannheim             | EHL          | 6  | 4                | 4                | 8                | 61               |                  |    |                      |                      |                      |                      |                      |
| 1998-1999 | Adler Mannheim             | DEL          | 44 | 9                | 23               | 32               | 35               |                  |    |                      |                      |                      |                      |                      |
| 1998-1999 | Adler Mannheim             | EHL          | 4  | 0                | 3                | 3                | 6                | 2                | 2  | 0                    | 2                    | 0                    |                      |                      |
| 1999-2000 | HC La Chaux-de-Fonds       | LNB          | 32 | 16               | 15               | 31               | 101              | 14               | 3  | 6                    | 9                    | 28                   |                      |                      |
| 2000-2001 | Grenoble                   | France       | 14 | 7                | 10               | 17               | 4                | 12               | 6  | 3                    | 9                    | --                   |                      |                      |
| 2001-2002 | Grenoble                   | France       | 35 | 14               | 31               | 45               | 148              |                  |    |                      |                      |                      |                      |                      |
| 2003-2004 | Chamonix                   | Div 1        | 24 | 14               | 22               | 36               | 34               |                  |    |                      |                      |                      |                      |                      |
| 2003-2004 | Chamonix                   | CdF          | 1  | 1                | 0                | 1                | 0                |                  |    |                      |                      |                      |                      |                      |
| 2004-2005 | Chamonix                   | Div 1        | 26 | 10               | 17               | 27               | 20               |                  |    |                      |                      |                      |                      |                      |
| 2004-2005 | Chamonix                   | CdF          | 1  | 0                | 0                | 0                | 0                |                  |    |                      |                      |                      |                      |                      |
| 2005-2006 | Mont Blanc                 | Ligue Magnus | 26 | 2                | 15               | 17               | 42               | 6                | 2  | 3                    | 5                    | 6                    |                      |                      |
| 2005-2006 | Mont Blanc                 | CdF          | 3  | 0                | 2                | 2                | 0                |                  |    |                      |                      |                      |                      |                      |
| 2006-2007 | Mont Blanc                 | Ligue Magnus | 18 | 5                | 16               | 21               | 28               | 2                | 0  | 0                    | 0                    | 0                    |                      |                      |
| 2006-2007 | Mont Blanc                 | CdF          | 1  | 0                | 0                | 0                | 0                |                  |    |                      |                      |                      |                      |                      |
| 2006-2007 | Mont Blanc                 | CdlL         | 2  | 0                | 0                | 0                | 0                |                  |    |                      |                      |                      |                      |                      |
| 2006-2007 | HC Valpellice              | Serie A2     |    |                  |                  |                  |                  | 8                | 1  | 7                    | 8                    | 10                   |                      |                      |
| 2007-2008 | Mont Blanc                 | Ligue Magnus | 24 | 5                | 4                | 9                | 42               | 6                | 1  | 5                    | 6                    | 9                    |                      |                      |
| 2007-2008 | Mont Blanc                 | CdF          | 2  | 2                | 1                | 3                | 0                |                  |    |                      |                      |                      |                      |                      |
| 2007-2008 | Mont Blanc                 | CdlL         | 1  | 0                | 0                | 0                | 0                |                  |    |                      |                      |                      |                      |                      |
| 2008-2009 | Mont Blanc                 | Ligue Magnus | 24 | 3                | 13               | 16               | 88               | 4                | 1  | 3                    | 4                    | 0                    |                      |                      |
| 2008-2009 | Mont Blanc                 | CdF          | 1  | 1                | 0                | 1                | 0                |                  |    |                      |                      |                      |                      |                      |
| 2008-2009 | Mont Blanc                 | CdlL         | 5  | 1                | 1                | 2                | 18               |                  |    |                      |                      |                      |                      |                      |

### En équipe nationale
| Année | Équipe | Compétition |   | PJ | B | A | Pts | Pun | +/-                                   |  | Résultat |
| 1987  | France | CM          | 7 | 5  | 4 | 9 | 2   |     | 4e du groupe B                        |  |          |
| 1988  | France | JO          | 2 | 0  | 0 | 0 |     | 0   | 11e                                   |  |          |
| 1989  | France | CM          | 6 | 3  | 3 | 6 | 8   |     | 3e du groupe B                        |  |          |
| 1990  | France | CM          | 7 | 1  | 3 | 4 | 8   |     | 4e du groupe B                        |  |          |
| 1991  | France | CM          | 7 | 4  | 2 | 6 | 12  |     | 3e du groupe B                        |  |          |
| 1992  | France | JO          | 8 | 0  | 0 | 0 | 8   |     | Éliminés en quarts de finale          |  |          |
| 1992  | France | CM          | 6 | 1  | 1 | 2 | 6   |     | 11e de l'élite                        |  |          |
| 1993  | France | CM          | 6 | 1  | 0 | 1 | 2   |     | 10e de l'élite                        |  |          |
| 1995  | France | CM          | 6 | 2  | 6 | 8 | 4   |     | Défaite en quart de finale de l'élite |  |          |
| 1996  | France | CM          | 7 | 4  | 1 | 5 | 37  |     | 11e de l'élite                        |  |          |
| 1997  | France | CM          | 8 | 2  | 6 | 8 | 29  | -2  | 10e de l'élite                        |  |          |
| 1998  | France | JO          | 4 | 1  | 2 | 3 | 8   |     | 11e                                   |  |          |
| 1999  | France | CM          | 3 | 0  | 0 | 0 | 6   |     | 4e/4 du groupe B du mondial A         |  |          |
| 2001  | France | CM          | 5 | 1  | 3 | 4 | 4   | +3  | 2e de la division 1 groupe A          |  |          |
| 2004  | France | CM          | 5 | 0  | 0 | 0 | 2   | -2  | 16e de l'élite                        |  |          |